# 奎盧河
3°23′07″S 17°23′04″E / 3.385251°S 17.384491°E

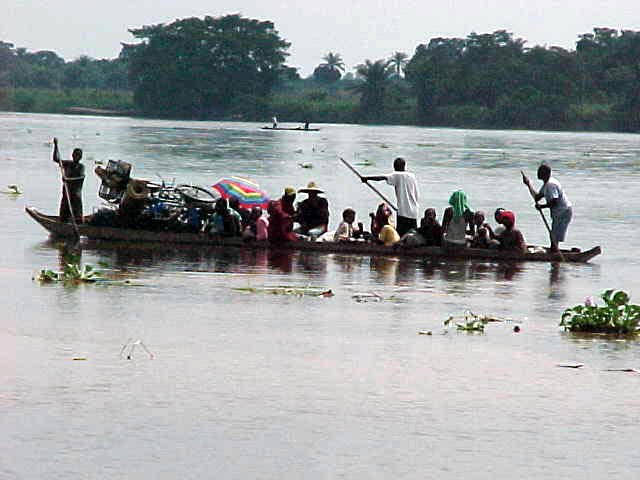

奎盧河（法語：Kwilu），是剛果民主共和國的河流，發源自安哥拉，流經班頓杜省，最終在班頓杜注入寬果河，河道全長965公里，在雨季時泛濫地區達1,550平方公里。